# Долни Дъбник (община)
Община Долни Дъбник се намира в Северна България и е една от съставните общини на Област Плевен.

## География

### Географско положение, граници, големина
Общината е разположена в южната част на област Плевен. С площта си от 307,569 km2 заема 8-о място сред 11-те общините на областта, което съставлява 6,61% от територията на областта. Границите ѝ са следните:
- на запад – община Червен бряг;
- на северозапад – община Искър;
- на север – община Долна Митрополия;
- на изток – община Плевен;
- на юг – община Луковит, Област Ловеч.

### Релеф
Преобладаващият релеф на общината е равнинен на северозапад и хълмист на югоизток. Територията ѝ е разположена на границата между Средната Дунавска равнина и Средния Предбалкан, като тя условно преминава северно от селата Садовец и Бъркач. От юг на север до село Садовец, а след това на североизток през територията на община Долни Дъбник протича около 20 km от долното течение на река Вит. Северозападно от нейната долина релефът е равнинен и слабо нахълмен с общ наклон от запад на изток, с обширни междуречни масиви, изградени от льосови отложения, делувиални и старокватернерни глини. Югоизточно от нейната асимететрична долина се простират крайните западни разклонения на Плевенските височини (част от Средната Дунавска равнина), а южно от тях – крайните северозападни разклонения на Ловчанските височини (част от Средния Предбалкан). Тук югоизточно от село Бъркач се намира най-високата точка на общината – 306,4 m н.в., а югоизточно от град Долни Дъбник, в коритото на река Вит е най-ниската ѝ точка 75 m н.в.

### Води
Основна водна артерия на община Долни Дъбник е река Вит, която протича през нея на протежение около 20 km с част от долното си течение. Долината на реката е асиметрична, с висок и стръмен десен бряг и полегат ляв. В общината са изградени няколко язовира – Горни Дъбник (най-голям, с обем 135 млн.м3), Долни Дъбник 1, Крушовица 2, Крушовица 3, Петърница и др., водите на които се използват основна за напояване на обширните земеделски земи.

## Население

### Етнически състав (2011)
Численост и дял на етническите групи според преброяването на населението през 2011 г.:
|                     | Численост | Дял (в %) |
| Общо                | 11 670    | 100,00    |
| Българи             | 8392      | 71,91     |
| Турци               | 564       | 4,83      |
| Цигани              | 922       | 7,90      |
| Други               | 30        | 0,26      |
| Не се самоопределят | 88        | 0,75      |
| Неотговорили        | 1674      | 14,34     |

### Населени места
Общината има 7 населени места с общо население 9956 жители към 7 септември 2021 г.
| Населено място | Население (2021 г.) | Площ на землището km2 | Забележка (старо име) | Населено място | Население (2021 г.) | Площ на землището km2 | Забележка (старо име)           |
| -------------- | ------------------- | --------------------- | --------------------- | -------------- | ------------------- | --------------------- | ------------------------------- |
| Бъркач         | 613                 | 28,024                |                       | Крушовица      | 1250                | 36,868                |                                 |
| Горни Дъбник   | 1272                | 41,658                |                       | Петърница      | 1266                | 51,063                |                                 |
| Градина        | 407                 | 12,778                | Мъдьовене, Кирилово   | Садовец        | 1479                | 61,931                |                                 |
| Долни Дъбник   | 3669                | 75,247                |                       | ОБЩО           | 9956                | 307,569               | няма населени места без землища |

## Административно-териториални промени
- Указ № 447/обн. 31.07.1893 г. – преименува с. Чериково на с. Муткурово;
- Указ № 410/обн. 26.11.1896 г. – обединява селата Муткурово и Свинар в едно ново населено място – с. Садовец;
- Указ № 462/обн. 21.12.1906 г. – преименува с. Мъдьовене на с. Кирилово;
- през 1901 г. – заличено е с. Къбел без административен акт поради изселване;
- МЗ № 2604/обн. 28.05.1947 г. – преименува с. Кирилово на с. Градина;
- Указ № 546/обн. 15.09.1964 г. – признава с. Долни Дъбник за с.гр.т. Долни Дъбник;
- Указ № 829/обн. 29.08.1969 г. – признава с.гр.т. Долни Дъбник за гр. Долни Дъбник.

## Транспорт
През общината, от запад на изток преминава участък от 17,6 km от трасето на жп линията София – Горна Оряховица – Варна.
През общината преминават частично 4 пътя от Републиканската пътна мрежа на България с обща дължина 63,5 km:
- участък от 17 km от Републикански път I-3 (от km 100,4 до km 117,4);
- последният участък от 8,9 km от Републикански път II-13 (от km 96,4 до km 105,3);
- участък от 20,8 km от Републикански път III-305 (от km 5,3 до km 26,1);
- участък от 16,8 km от Републикански път III-3005 (от km 10,1 до km 26,9).

## Топографска карта
- Лист от карта K-35-13. Мащаб: 1 : 100 000.
- Лист от карта K-35-14. Мащаб: 1 : 100 000.
- Лист от карта K-35-25. Мащаб: 1 : 100 000.
- Лист от карта K-35-26. Мащаб: 1 : 100 000.